# Żabno

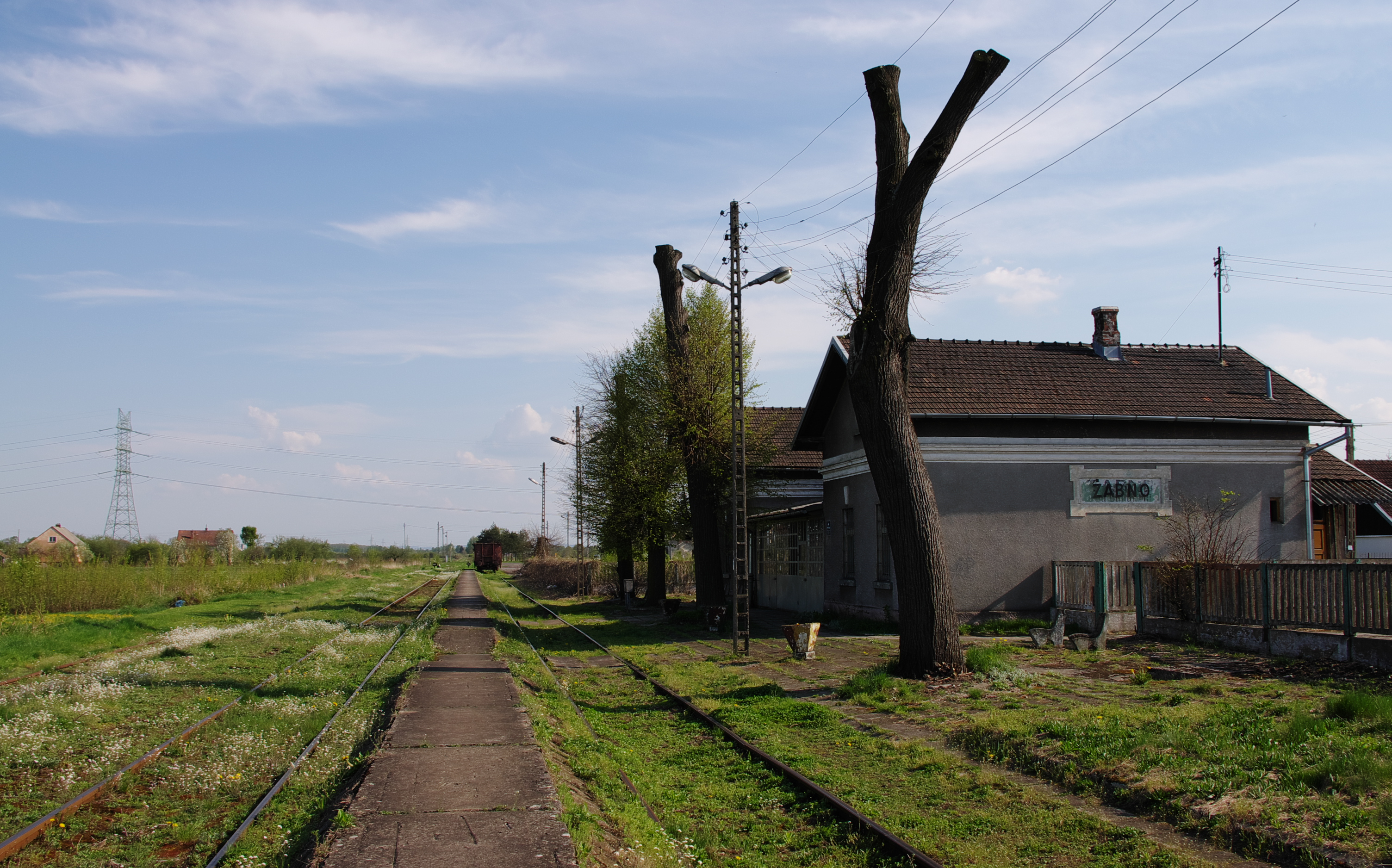
Gara din Żabno

Żabno este un oraș în județul Tarnów, Voievodatul Polonia Mică, cu o populație de 4.237 locuitori (2010) în sudul Poloniei.